# Peristicta gauchae
Peristicta gauchae är en trollsländeart som beskrevs av Santos 1968. Peristicta gauchae ingår i släktet Peristicta och familjen Protoneuridae. IUCN kategoriserar arten globalt som otillräckligt studerad. Inga underarter finns listade i Catalogue of Life.